# Emil Kammer
Emil Kammer (* 8. Juni 1874 in Groß Kannapinnen; † 19. April 1960 in Darmstadt) war ein deutscher Bauingenieur und Hochschullehrer.

## Leben
Johann Gustav Emil Kammer wurde 1874 als Sohn des Gutsbesitzers Johannes Kammer und dessen Ehefrau Auguste Kammer geb. Camplaiar im ostpreußischen Groß Kannapinnen geboren. Er studierte von 1894 bis 1898 Ingenieurwissenschaften an der Technischen Hochschule (Berlin-)Charlottenburg, der Technischen Hochschule Hannover und der Technischen Hochschule München. In Berlin wurde er Mitglied des Corps Guestphalia. Ab 1898 war er als praktischer Statiker im Eisenbahnbau tätig. Im Dezember 1904 erwarb er nachträglich an der Technischen Hochschule Darmstadt den erst 1900 eingeführten akademischen Grad eines Diplom-Ingenieurs. Anschließend war Kammer zwei Jahre bei einer Bauabteilung der Königlich Württembergischen Staats-Eisenbahnen in Calw tätig. Von 1906 bis 1908 arbeitete er als Ingenieur bei der Bauverwaltung der Stadt Breslau. 1908 wurde er Oberingenieur an der Technischen Hochschule Charlottenburg. 1913 promovierte er mit der Dissertation Statisch unbestimmte Hauptsysteme, ein Beitrag zur Berechnung mehrfach unbestimmte Tragewerke zum Dr.-Ing. und 1919 wurde er Privatdozent für das Fach Hochbau an der Technischen Hochschule Charlottenburg. Im Juli 1919 erhielt er zudem den Professor-Titel verliehen. 1921 wurde er schließlich außerordentlicher Professor der Hochschule. 
Im selben Jahr wechselte er als ordentlicher Professor für Ingenieurwissenschaften an die Technische Hochschule Darmstadt. Dort wirkte er als Ordinarius bis zu seiner Emeritierung im Jahr 1939. Kammers Lehrstuhl, zu dem kein eigenes Labor gehörte, deckte die Lehrgebiete Baustatik, Industriebau in Stahl und bewegliche Brücken ab. Kammer betreute zahlreiche Studien- und Diplomarbeiten und erledigte Aufträge für die Industrie. Er engagierte sich auch in der akademischen Verwaltung. Von 1924 bis 1926 war er Dekan der Abteilung Ingenieurwissenschaften. Im Studienjahr 1927/1928 hatte er das Amt des Rektors inne, 1934/1935 war er Dekan der Abteilung Bauingenieurwesen.
Kammer war weder Mitglied der NSDAP, noch trat er der SA oder SS bei. Er unterstützte den NS-Altherrenbund, durch den dem Nationalsozialistischen Deutschen Studentenbund Gelder zuflossen.
Kammer starb im April 1960 im Alter von 85 Jahren in Darmstadt.

## Ehrungen
- 1953: Ehrendoktorwürde (als Dr.-Ing. E. h.) der Technischen Hochschule München

## Schriften
- Statisch unbestimmte Hauptsysteme. Berlin 1914.
- Der durchlaufende Träger über ungleichen Öffnungen. Berlin 1926.
- Baustatik. Darmstadt 1928.